# Trombosi venosa profonda
La trombosi venosa profonda (TVP) è una flebotrombosi, ovvero la formazione di un trombo all'interno di una vena; essa colpisce prevalentemente il circolo venoso profondo degli arti inferiori.
Le trombosi associate alle vene degli organi addominali (visceri), come le trombosi della vena porta, della vena renale o la sindrome di Budd-Chiari, sono patologie distinte ed escluse dall'ambito di applicazione di questa definizione.
Segni non specifici possono includere dolore, gonfiore, arrossamento, calore e turgore delle vene superficiali. L'embolia polmonare, una complicanza potenzialmente pericolosa per la vita, è causata dal distacco (embolizzazione) di un trombo che, seguendo la circolazione venosa in direzione del cuore, si incunea in una delle diramazioni dell'arteria polmonare, ostacolando, in maniera più o meno estesa a seconda del vaso interessato, la perfusione dei polmoni; la TVP e l'embolia polmonare costituiscono un unico processo patologico, noto come tromboembolia venosa. Un'altra complicazione della TVP è la sindrome post-trombotica, che contribuisce in modo significativo ai costi sanitari.
Nel 1856 il patologo tedesco Rudolph Virchow postulò che la trombosi venosa fosse il risultato dell'interazione di tre processi, ora conosciuti come «triade di Virchow»: una diminuzione del flusso sanguigno (stasi venosa), un'aumentata tendenza alla coagulazione del sangue (ipercoagulabilità) e alterazioni a carico delle pareti dei vasi sanguigni. La patogenesi della TVP inizia, in genere, all'interno delle valvole delle vene della regione surale, al cui interno si innescano alcuni processi biochimici, agevolati dalla relativa povertà di ossigeno che il sangue presenta in questa regione. Diverse patologie aumentano il rischio di trombosi venosa profonda, tra cui il cancro, traumi e la sindrome da anticorpi antifosfolipidi; altri fattori di rischio includono l'età avanzata, interventi chirurgici pregressi, lunga immobilizzazione (come con il riposo a letto, gessi ortopedici e voli di lunga durata), uso di contraccettivi orali, gravidanza, puerperio e altri fattori genetici, come un gruppo sanguigno non 0 o essere affetti dalla sindrome di Klinefelter. L'incidenza aumenta enormemente dall'infanzia alla vecchiaia; in età adulta, circa 1 individuo su 1 000 all'anno svilupperà TVP.
Gli individui sospettati di soffrire di trombosi venosa profonda possono essere valutati usando una regola di previsione clinica come il punteggio di Wells; può anche essere utilizzato anche il dosaggio del D-dimero per aiutare la diagnosi o per segnalare la necessità di ulteriori indagini. La diagnosi è più comunemente fatta grazie all'ecografia delle vene sospette. Il trattamento di scelta si basa sull'uso di farmaci anticoagulanti, in particolare eparina a basso peso molecolare e antagonisti della vitamina K; indossare calze a compressione graduata sembra ridurre il rischio di sindrome post-trombotica. La prevenzione per i soggetti a rischio può includere frequenti passeggiate, esercizi fisici, assunzione di aspirina, indossare calze a compressione graduata e l'uso di dispositivi per la compressione pneumatica intermittente.

## Storia

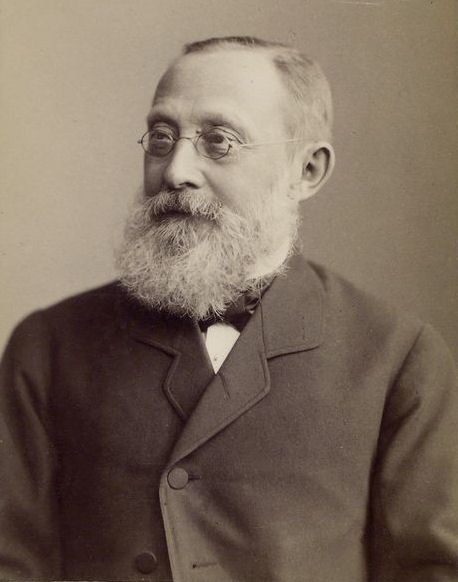
Rudolf Virchow.

Si ritiene che il primo caso documentato di trombosi venosa profonda sia risalente al XIII secolo in un paziente maschio di 20 anni. Successivamente venne notato l'aumento dell'incidenza della TVP nelle donne a seguito di un parto e alla fine del Settecento venne rilasciata una dichiarazione di sanità pubblica che incoraggiava le donne ad allattare al seno, come sistema per prevenire questo fenomeno. La TVP fu chiamata anche "gamba da latte", ritenendo che fosse provocata dal latte contenuto nelle gambe.
Nel 1856 il medico e patologo tedesco Rudolf Virchow definì quella che oggi viene conosciuta come "triade di Virchow", ovvero le tre principali cause di trombosi. La triade fornisce il quadro teorico per la spiegazione della trombosi venosa anche se tuttavia è concentrata sull'effetto di un corpo estraneo nel sistema venoso e sulle condizioni richieste per la propagazione del coagulo.
Terapie farmacologiche multiple per la TVP sono state introdotte nel XX secolo. Gli anticoagulanti orali nel 1940, la somministrazione sottocutanea di eparina non frazionata nel 1962 e l'eparina a basso peso molecolare nel 1982. A partire dagli anni 1970 e 1980 la pletismografia a impedenza era utilizzata comunemente per la diagnosi, ma l'uso di ecografie Doppler, grazie alla loro maggiore sensibilità e specificità, ha in gran parte superato questo metodo.

## Epidemiologia
Secondo i dati disponibili delle popolazioni del Nord America ed europee, circa 1 adulto su 1 000 sviluppa trombosi venosa profonda. La TVP è rara nei bambini, con un'incidenza di circa 1 caso su 100 000 all'anno. Dall'infanzia alla vecchiaia, l'incidenza aumenta di un fattore di circa 1 000, con quasi l'1% degli anziani che presenta la patologia. Durante la gravidanza e dopo il parto, in 1 caso su 1 000 si verifica un episodio di TVP acuto. Dopo un intervento chirurgico con trattamento preventivo, la condizione si sviluppa in circa 10 casi su 1 000 dopo la sostituzione totale o parziale del ginocchio e in circa in 5 casi su 1 000 dopo la sostituzione totale o parziale dell'anca. Tra i 300 000 e i 600 000 americani sviluppano TVP ogni anno, e circa 60 000-100 000 decessi sono attribuibili all'embolia polmonare. In Inghilterra si stima che ogni anno 25 000 individui muoiano per TVP correlata ai lunghi periodi di immobilità dovuti alla degenza ospedaliera. Per motivi non chiari, le persone di origine asiatica hanno un rischio di sviluppare trombosi venosa profonda più bassa rispetto alle altre popolazioni.
Nelle popolazioni nordamericane ed europee circa il 4-8% degli individui soffre di trombofilia. Nelle popolazioni della Cina, Giappone e Thailandia si osserva una mancanza di proteina S, proteina C e di antitrombina. Gruppi sanguigni non 0 sono presenti in circa il 50% della popolazione generale e variano con l'etnia e sono presenti in circa il 70% di quelli con TVP. Nel complesso, i dati globali sono tuttavia incompleti.

### Costi
I costi iniziali della patologia per un paziente medio ricoverato negli Stati Uniti, sono stimati tra circa i 7 700 $ e i 10 800 $. I costi correlati alla trombosi venosa a tre mesi, a sei mesi e a un anno sono circa 5 000 $, 10 000 $ e 33 000 $ rispettivamente. In Europa, il trattamento per tre o sei mesi costa circa 1 800 € e 3 200 €. La sindrome post-trombotica contribuisce in maniera più significativa ai costi di follow-up. I costi annuali correlati alla trombosi venosa profonda negli Stati Uniti sono stimabili tra i 5 miliardi e gli 8 miliardi di dollari. Si ritiene che costo medio annuale per persona trattata sia di circa 20 000 $.

## Eziologia

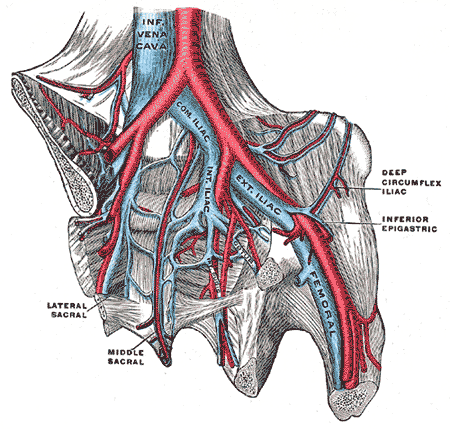
La vena femorale (nella coscia), le vene iliache (nella pelvi) e la vena cava inferiore (nell'addome) sono luoghi di potenziale estensione della TVP

I tre fattori della triade di Virchow: stasi venosa, ipercoagulabilità e cambiamenti nel rivestimento endoteliale dei vasi sanguigni (come il danno fisico o l'attivazione endoteliale), contribuiscono alla trombosi venosa profonda e sono utilizzati per spiegare la sua formazione. Altre cause correlate includono l'attivazione dei componenti del sistema immunitario, il numero di microparticelle presenti nel sangue, la concentrazione di ossigeno e la possibile attivazione piastrinica. Vari fattori di rischio contribuiscono alla TVP, anche se molti soggetti ad alta probabilità non la svilupperanno mai.
Il fattore di rischio acquisito più importante è l'età avanzata, che altera la composizione del sangue favorendo la coagulazione. Altri importanti fattori di rischio acquisiti includono interventi di chirurgia maggiore e traumi, entrambi i quali possono aumentare il rischio a causa del fattore tissutale al di fuori del sistema vascolare che può entrare nel sangue. Nella chirurgia ortopedica, la stasi venosa può essere temporaneamente provocata da una cessazione del flusso sanguigno come parte della procedura chirurgica. Un tumore può crescere nelle vene o intorno, causando stasi venosa e può anche stimolare un aumento dei livelli del fattore tissutale. La gravidanza favorisce la coagulazione del sangue, come nella condizione post-partum. I contraccettivi orali e la terapia ormonale sostitutiva aumentano il rischio attraverso una varietà di meccanismi, tra cui i livelli alterati di proteine nel sangue e ridotta fibrinolisi.

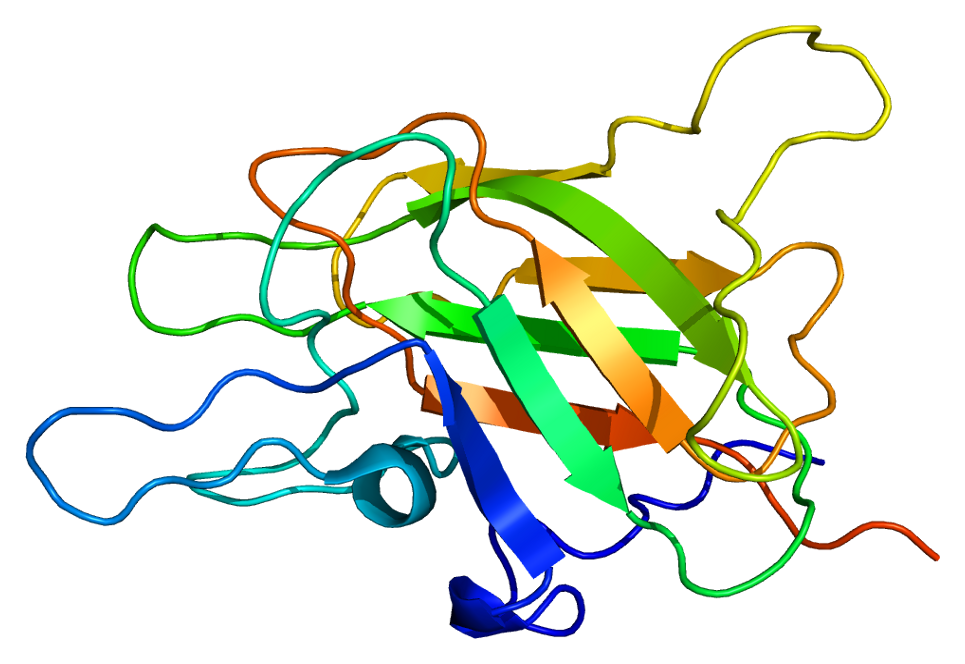
La proteina Fattore V è mutata nei portatori del fattore V di Leiden, il più comune fattore di rischio ereditario per le trombosi venose profonde.

Il termine tromboembolia venosa prevede che si instauri una trombosi venosa profonda o una embolia polmonare. I fattori genetici che aumentano il rischio di tromboembolia includono la carenza di tre proteine che normalmente impediscono la coagulazione del sangue: la proteina C, la proteina S e l'antitrombina; anche possedere un gruppo sanguigno non di tipo 0 e mutazioni del fattore V o dei geni della protrombina, sono caratteristiche genetiche predisponenti. La carenza di antitrombina, di proteina C e proteina S è una caratteristica rara, ma rappresenta un fattore di rischio forte o moderatamente forte; queste tre condizioni trombofiliche aumentano il rischio di tromboembolia venosa di circa 10 volte. Il fattore V di Leiden, che rende il fattore V resistente all'inattivazione dalla proteina C attivata (resistenza alla proteina C attivata), e la variante genetica della protrombina G20210A, che provoca un aumento dei livelli di protrombina nell'organismo, sono caratteristiche presenti soprattutto negli individui caucasici; in particolare, il fattore V di Leiden e la protrombina G20210A sono presenti rispettivamente nel 3–5% e nel 1–3% delle persone di discendenza europea. Essi presentano un rischio di tromboembolia venosa aumentato da tre a otto volte per il fattore V di Leiden e da due a tre volte per la protrombina G20210A. Avere un gruppo sanguigno non 0, raddoppia circa il rischio di sviluppare la condizione. Non possedere il gruppo sanguigno 0 è comune in tutte le popolazioni, il che lo rende un importante fattore di rischio. Gli individui che non hanno un gruppo sanguigno 0 presentano elevati livelli ematici del fattore di von Willebrand e del fattore VIII rispetto a quelli con lo 0, ciò fa aumentare la probabilità di coagulazione.
Alcuni fattori di rischio influenzano il luogo del corpo in cui si instaura una trombosi venosa profonda. In una TVP distale, il profilo dei fattori di rischio appare diverso dal TVP prossimale. Fattori transitori, come la chirurgia e l'immobilizzazione, sembrano essere predominanti, mentre la trombofilia e l'età non sembrano aumentare il rischio. La probabilità di incorrere in una TVP degli arti superiori aumenta quando vi è la presenza di un catetere venoso centrale o la sindrome dello stretto toracico superiore.

### Fattori di rischio
| Acquisiti | Ereditari | Misti |
| --- | --- | --- |

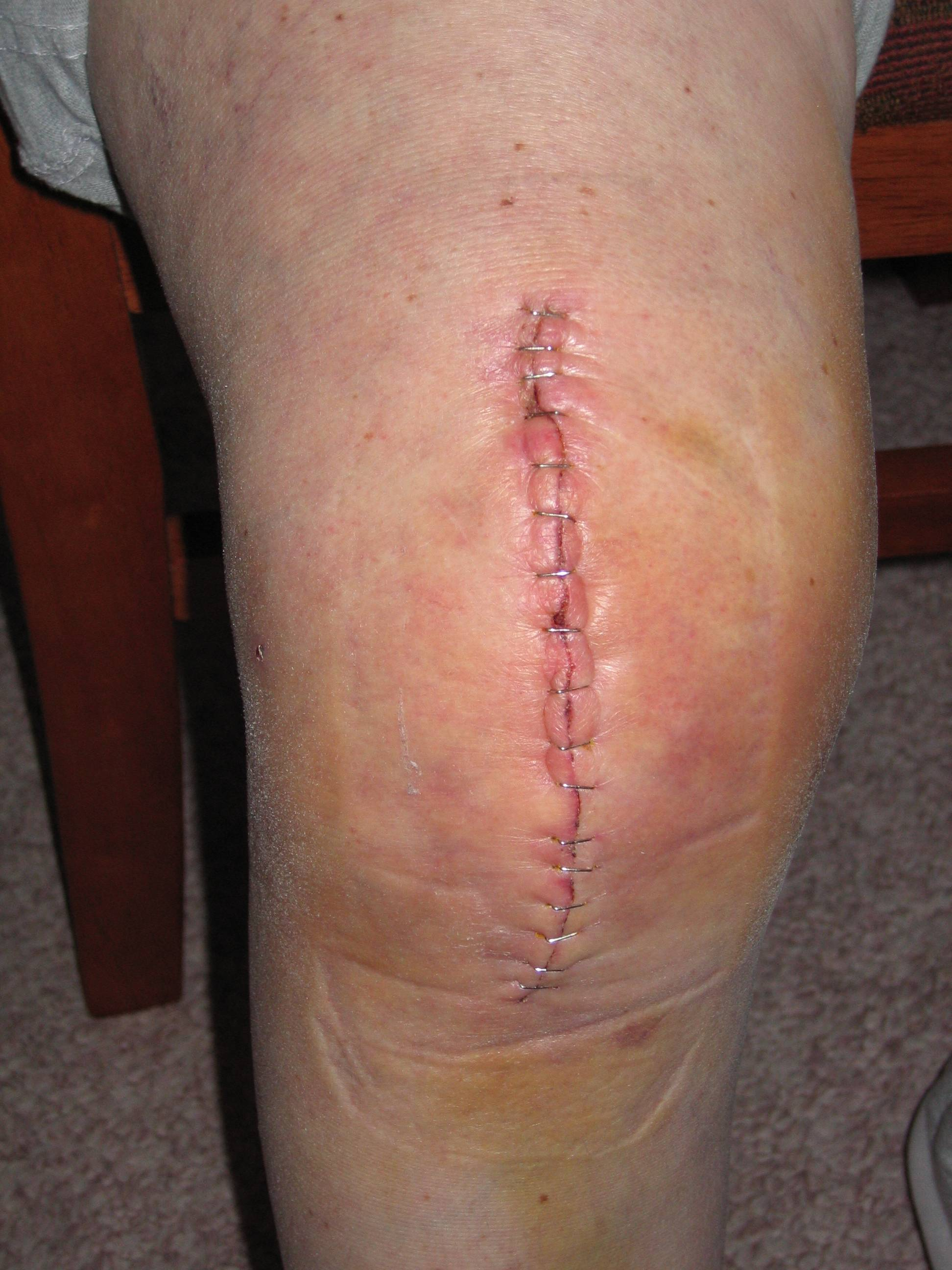
Incisione chirurgica a seguito di un intervento di sostituzione completa del ginocchio, una procedura che può portare a trombosi venosa profonda

| - Età avanzata - Interventi chirurgici, in particolare ortopedici - Tumori, specialmente dell'osso, dell'ovaio, del cervello, del pancreas e linfomi - Inattività e immobilizzazione: gessi ortopedici, lunghi viaggi seduti, riposo a letto - Gravidanza e periodo post-partum - Sindrome da anticorpi antifosfolipidi - Trauma, infortunio alla gamba e amputazione degli arti inferiori - Pregressa tromboembolia venosa - Contraccettivi orali - Terapia ormonale sostitutiva - Catetere venoso centrale - Malattie infiammatorie/alcune autoimmuni - Sindrome nefrosica - Obesità - Infezioni, tra cui HIV - Policitemia - Chemioterapia - Uso di droghe per via endovenosa | - Carenza di antitrombina - Deficit di proteina C - Carenza di proteina S (tipo I) - Fattore V di Leiden: aumenta il rischio di trombosi venosa profonda più che quello di embolia polmonare, un fenomeno noto come «paradosso del fattore V di Leiden» - Protrombina G20210A - Disfibrinogenemia - Gruppo sanguigno non 0 | - Bassa proteina S libera - Resistenza alla proteina C attivata - Livelli elevati del fattore VIII - Iperomocisteinemia - Alti livelli di fibrinogeno - Livelli elevati del fattore IX - Alti livelli di fattore XI |

La vena femorale (nella coscia), le vene iliache (nella pelvi) e la vena cava inferiore (nell'addome) sono i luoghi di potenziale estensione della trombosi venosa profonda.

## Patogenesi

Il processo di coagulazione del sangue, spesso descritto come "a cascata", è costituito da un gruppo di proteine che interagiscono per formare un coagulo di sangue. Il rischio di trombosi venosa profonda è l'anomalo aumento di questa cascata.
Viene indicata in rosso l'azione dei regolatori, antitrombina e proteina C attiva, sui fattori di coagulazione del sangue con cui interagiscono.

La trombosi venosa profonda si sviluppa più frequentemente nelle vene del polpaccio e "cresce" nella direzione del flusso venoso, cioè verso il cuore. Quando il trombo non cresce, esso può essere eliminato naturalmente e disciolto nel sangue (fibrinolisi). Le vene del polpaccio o della coscia sono quelle più comunemente colpite, tra cui la vena femorale, la vena poplitea e la vena ileofemorale (come con la sindrome di May-Thurner). Il trombo presente negli arti inferiori può anche raggiungere la vena iliaca del bacino o la vena cava inferiore. Di tanto in tanto, anche le vene del braccio sono colpite soprattutto a seguito del posizionamento di un catetere venoso centrale e quando vi è la rara sindrome di Paget-Schrötter.
Il meccanismo fisiopatologico responsabile della trombosi arteriosa, come nel caso dell'infarto cardiaco, è stato compreso maggiormente rispetto a quello che provoca la trombosi venosa. Perché si verifichi la trombosi arteriosa è necessaria la presenza di danni alla parete del vaso sanguigno, da cui poi si avvia il processo di coagulazione, ma tuttavia essa si verifica nelle vene per lo più senza alcun danno precedente. Si ritiene che l'esordio della trombosi venosa sia causato da un fattore tissutale, il quale porta alla conversione della protrombina in trombina a seguito della deposizione di fibrina. I globuli rossi e la fibrina sono i componenti principali dei trombi venosi e la fibrina sembra "agganciarsi" al rivestimento della parete dei vasi sanguigni (endotelio), una superficie che normalmente agisce per prevenire la coagulazione. Le piastrine e i globuli bianchi sono ulteriori elementi che contribuiscono al fenomeno. Le piastrine non sembrano tuttavia essere così importanti nella formazione di coaguli venosi rispetto a quelli arteriosi, ma possono comunque giocarne un ruolo. Alla trombosi venosa è associato un processo infiammatorio e di conseguenza i globuli bianchi intervengono nella formazione e nella risoluzione dei coaguli venosi.
Spesso, la trombosi venosa profonda inizia nelle valvole delle vene. Il modo in cui il sangue fluisce attraverso queste valvole può causare, in quel punto, bassi livelli di ossigeno (ipossiemia). L'ipossiemia, che è aggravata dalla stasi venosa, attiva alcuni processi, tra cui il fattore 1 di ipossia inducibile. La scarsità di ossigeno comporta inoltre la produzione di elementi reattivi all'ossigeno stesso che possono favorire l'attivazione di questi processi, così come il fattore nucleare kB che regola la trascrizione del fattore 1 di ipossia inducibile. Il fattore 1 di ipossia inducibile e le prime fasi di crescita della proteina 1 contribuiscono all'aggregazione dei monociti con le proteine endoteliali, come la P-selectina, spingendo i monociti al rilascio di microvescicole riempite di fattori tissutali che, si presume, inizino il processo di coagulazione dopo che si sono legate alla superficie endoteliale.

## Clinica
La diagnosi di trombosi venosa profonda richiede l'uso di tecniche di imaging, come l'ecografia. Valutazioni cliniche, che predicono probabilità di sviluppare TVP, possono aiutare a determinare se un test D-dimero sia utile. Gli individui che non presentano una grande probabilità di avere la TVP, un normale valore del D-dimero può escludere la diagnosi.
Le trombosi venose profonde cosiddette 'provocate' si manifestano in presenza di fattori di rischio acquisiti, quali interventi chirurgici recenti, trauma, immobilizzazione prolungata, obesità, neoplasie o uso di contraccettivi orali; i casi in cui non vi è la presenza di fattori di rischio acquisiti, vengono chiamati "non provocati" o "idiopatici". La trombosi venosa profonda acuta è caratterizzata da dolore e gonfiore e di solito è di natura occlusiva, il che significa che vi è una ostruzione del flusso sanguigno, mentre trombosi venose non occlusive sono meno sintomatiche. L'aggettivo di "cronico" viene usato quando la trombosi venosa profonda sintomatica persiste per più di 10 o 14 giorni. La TVP che non presenta sintomi, ma viene individuata solamente tramite lo screening, viene nominata come asintomatica o incidentale.
La TVP nelle gambe è definita prossimale (o ilofemorale) quando si presenta al di sopra del ginocchio, mentre è chiamata distale (o del polpaccio) quando è al di sotto del ginocchio. La trombosi venosa distale è solitamente al di sotto della vena poplitea, una vena situata dietro il ginocchio. Una trombosi venosa bilaterale si ha quando vi è la formazione di coaguli in entrambe le gambe, mentre il termine unilaterale è utilizzato quando un singolo arto è influenzato.

### Segni e sintomi

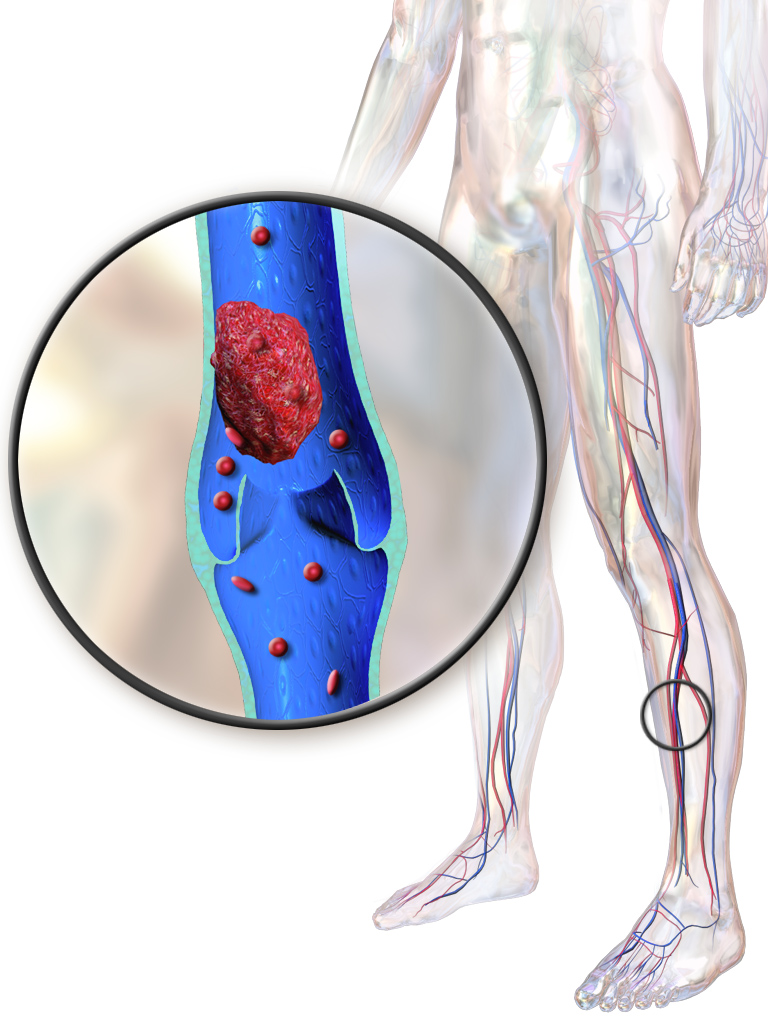
Illustrazione di un caso di trombosi venosa profonda

I segni e sintomi della trombosi venosa profonda includono dolore, gonfiore, calore, arrossamento o scolorimento e distensione delle vene superficiali. Tuttavia circa la metà dei casi si presenta asintomatica. I segni e i sintomi da soli non sono sufficientemente sensibili o specifici per fare una diagnosi, ma se considerati in combinazione con i fattori di rischio noti possono aiutare a determinare la probabilità di trombosi venosa profonda. Nella maggior parte dei casi sospetti, la TVP viene esclusa dopo la valutazione e sintomi sono più spesso dovuti ad altre cause, come cellulite, cisti di Baker, lesioni muscolo-scheletriche o linfedema. Altre diagnosi differenziali includono ematomi, tumori, aneurismi arteriosi o venosi e patologie del tessuto connettivo.
Una forma grave e rara di TVP, la phlegmasia cerulea dolens, può svilupparsi in una condizione pericolosa per la vita. Essa è caratterizzata da una occlusione venosa acuta e una quasi totale interruzione del deflusso delle estremità, comprese le vene iliache e femorali. La gamba solitamente appare dolorosa, cianotica (per la mancanza di ossigenazione) ed edematosa (piena di liquido) e ciò può provocare gangrena venosa.

### Esami di laboratorio e strumentali

#### D-dimero
Il D-dimero è un prodotto di degradazione della fibrina, e un suo elevato livello può derivare dallo scioglimento del coagulo dovuto alla plasmina o da altre condizioni. I pazienti ospedalizzati spesso presentano livelli elevati per diverse ragioni. Quando gli individui sono ad alta probabilità di avere TVP, la diagnostica per immagini viene preferita rispetto all'analisi del D-dimero. Per chi ha una probabilità bassa o moderata di sviluppare TVP, un esame dei livelli di D-dimero può essere eseguito, escludendo la patologia se i risultati appaiono normali. Tuttavia, un livello elevato richiede ulteriori indagini di imaging diagnostico per confermare o escludere la diagnosi.
Per una sospetta TVP in una situazione di bassa probabilità, l'American College of Chest Physicians (ACCP) consiglia sia di testare i livelli di D-dimero che effettuare una ecografia con compressione delle vene prossimali. Per una sospetta TVP in uno scenario di moderata probabilità, è consigliabile un test dei livelli del D-dimero e un'ecografia a tutta la gamba e una con compressione delle vene prossimali.

#### Imaging biomedico
Esami di imaging biomedico delle vene sono utilizzati nella diagnosi di TVP. La più comune è l'ecografia (in particolare l'ecografia Doppler) con compressione prossimale o dell'intera gamba. La tomografia computerizzata e la risonanza magnetica, sono ulteriori possibilità diagnostiche. Ogni tecnica ha inconvenienti. Un'unica scansione prossimale può mancare una trombosi venosa profonda distale, mentre la scansione dell'intera gamba può portare a sovrastimare una TVP distale.
Il gold standard per giudicare i metodi di imaging è la venografia, che consiste nell'iniezione in una vena periferica dell'arto colpito di un mezzo di contrasto e il successivo utilizzo di raggi X per rivelare se il vaso è pervio od ostruito. A causa del suo costo, della sua invasività, dalla scarsa disponibilità e altre limitazioni questo test è tuttavia raramente eseguito.

### Diagnosi differenziale

#### I criteri di Wells

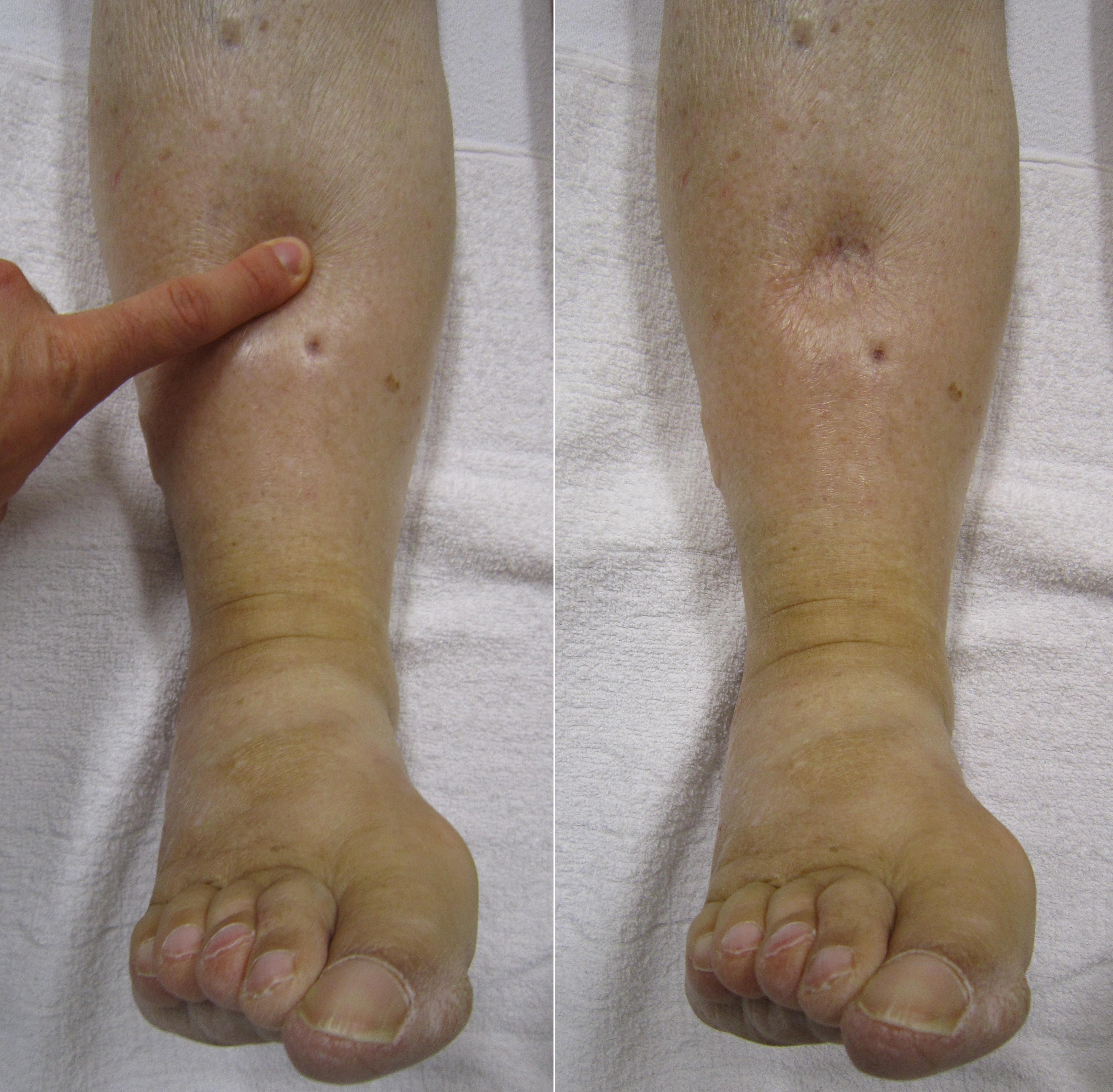
Gonfiore alle gambe causato da edema può portare a segni duraturi dopo che la pressione è applicata. (Questa persona, tuttavia, non soffre di TVP)

Negli individui che presentano trombosi venosa profonda, una valutazione clinica della probabilità può essere utile per determinare quali test eseguire. La regola di predizione clinica più utilizzata è il punteggio di Wells.
| Punteggio o criterio di Wells: (punteggio possibile da -2 a 9)                                                                                                  | Punteggio o criterio di Wells: (punteggio possibile da -2 a 9) |
| Fattore | Punteggio                                                      |
| --- | -------------------------------------------------------------- |
| Tumore attivo (trattamento entro ultimi 6 mesi o palliativo) | 1 punto                                                        |
| Gonfiore del polpaccio ≥ 3 cm rispetto al polpaccio asintomatico (misurato 10 cm sotto tuberosità tibiale)                                                      | 1 punto                                                        |
| Documentazione di una precedente TVP |                                                                |
| Vene superficiali unilateralmente gonfie (non varicose in gamba sintomatica)                                                                                    | 1 punto                                                        |
| Edema unilaterale (della gamba sintomatica) | 1 punto                                                        |
| Gonfiore di tutta la gamba | 1 punto                                                        |
| Dolorabilità localizzata lungo il sistema venoso profondo | 1 punto                                                        |
| Paralisi, paresi o recente immobilizzazione degli arti inferiori                                                                                                | 1 punto                                                        |
| Recentemente costretto a letto per un periodo ≥ 3 giorni, o chirurgia maggiore che ha richiesto anestesia locale o anestesia generale nelle ultime 12 settimane | 1 punto                                                        |
| Diagnosi alternativa altrettanto probabile | - 2 punti                                                      |

I pazienti con punteggi di Wells maggiori di due, hanno una probabilità del 28% di avere trombosi venosa profonda, quelli con un punteggio più basso invece hanno una probabilità del 6%. In alternativa, i punteggi Wells possono essere classificati come alti se maggiori di due, moderati se compresi tra uno e due e bassi se inferiore a uno, con verosimiglianze del 53%, 17% e 5% rispettivamente.

## Trattamento

### Anticoagulanti
Gli anticoagulanti, farmaci che impediscono ulteriormente la coagulazione ma non agiscono sui coaguli già esistenti, sono il trattamento standard per la trombosi venosa profonda. Ciò è dimostrato da diversi studi clinici controllati e randomizzati che ne dimostrano l'efficacia e la sicurezza rispetto al placebo o ai FANS. La valutazione del rapporto rischio con benefici è fondamentale per determinare la durata della terapia anticoagulante, e tre mesi è in genere il tempo standard del trattamento. Negli individui con un rischio in eccesso del 9% di sviluppare TVP, come dopo un episodio non provocato, il prolungamento della terapia anticoagulante è una possibilità che va presa in considerazione. Nei pazienti che hanno terminato un trattamento con antagonisti della vitamina K dopo una TVP idiopatica e che presentano un elevato livello di D-dimero, mostrano un aumento del rischio di recidiva TVP (circa il 9% contro il 4% per i risultati normali), e ciò può essere utilizzato nel processo clinico decisionale. Il risultato del test della trombofilia si traduce raramente in scelte sulla durata del trattamento.
Per i casi acuti agli arti inferiori, l'ACCP raccomanda un anticoagulante parenterale (come eparina a basso peso molecolare, fondaparinux o eparina non frazionata) per almeno cinque giorni e un antagonista della vitamina K. Eparina a basso peso molecolare e fondaparinux sono preferiti rispetto all'eparina non frazionata, infatti entrambi vengono prescritti nei pazienti con funzionalità renale compromessa, a differenza dell'eparina non frazionata. L'antagonista della vitamina K è generalmente adottato per un minimo di tre mesi per mantenere il rapporto internazionale normalizzato di 2,0-3,0, con 2,5 come obiettivo.
L'ACCP raccomanda il trattamento per tre mesi nei pazienti che presentano trombosi venosa profonda prossimale a seguito di un intervento chirurgico. Una terapia di tre mesi è consigliata anche ai pazienti con TVP prossimale dovuta a un fattore di rischio transitorio.
Dal 2011 in Europa e dal giugno del 2013 in Italia è stato messo in commercio un nuovo anticoagulante orale, il rivaroxaban, che ha l'indicazione per l'utilizzo nella TVP e nelle sue recidive. Per il momento il farmaco è prescrivibile con piano terapeutico, compilabile on line, sulla piattaforma web dell'AIFA.

### Trattamento casalingo, calze, camminate efollow-up
L'American College of Chest Physicians (ACCP) raccomanda un trattamento iniziale a casa per gli affetti da TVP, piuttosto che il ricorso a un ricovero ospedaliero. Ciò è fattibile a condizione che i pazienti siano predisposti a compiere questo percorso e che non vi siano particolari indici di gravità o comorbilità. Un ambiente familiare adeguato è inoltre necessario. In aggiunta alla terapia anticoagulante, l'ACCP suggerisce calze a compressione graduata, che siano in grado di applicare una pressione maggiore (30–40 mm Hg) alle caviglie e una pressione più bassa intorno alle ginocchia. L'utilizzo deve iniziare il più precocemente possibile dopo la terapia anticoagulante. Studi randomizzati e controllati effettuati hanno fornito prove di moderata qualità che queste calze riducano il rischio di incorrere nella sindrome post-trombotica. Gli studi, tuttavia, non indicano una riduzione dei casi di tromboembolia venosa ricorrente. L'utilizzo è consigliato per due anni, anche se possono verificarsi inconvenienti e disagi che ne riducono la conformità alla prescrizione. Per chi non presentasse dolore o presenza di edema è consigliato anche di camminare a lungo.
Invece di assumere una terapia anticoagulante, indagini di imaging biomedico (in genere una ecografia) di follow-up, è un'opzione consigliata a quelli che presentano un'isolata TVP distale senza che vi sia un alto rischio di estensione. Se il coagulo non cresce, l'ACCP non raccomanda l'assunzione di un anticoagulante. Questa tecnica può portare beneficio a coloro che presentano un alto rischio di sanguinamento.

### Filtri cavali, trombolisi e trombectomia

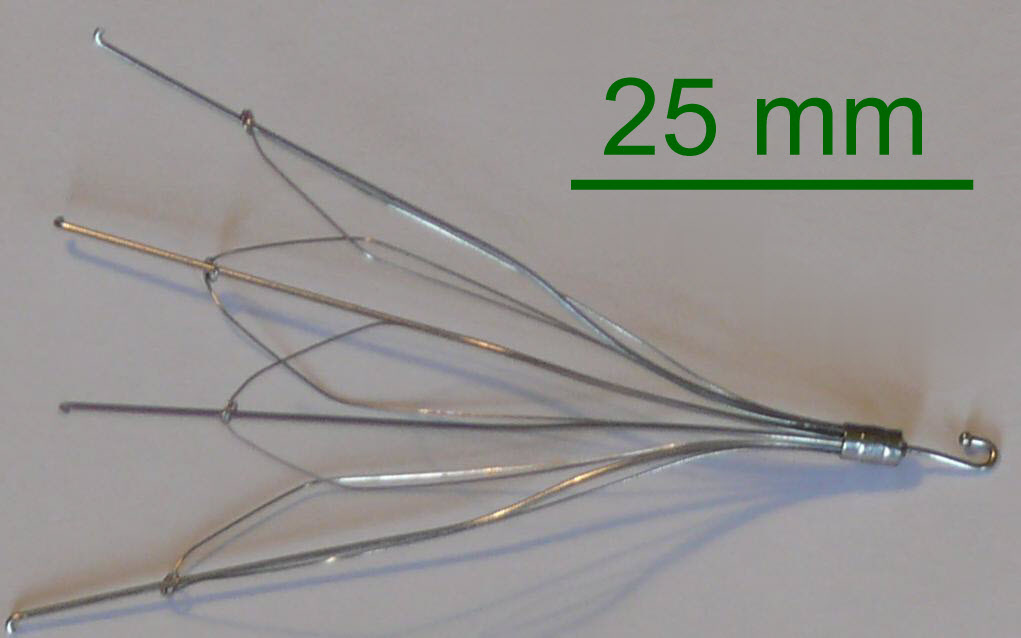
Un filtro cavale

Il posizionamento di un filtro cavale (filtri IVC) viene utilizzato per prevenire l'embolia polmonare, anche se, tuttavia, la sua efficacia e il suo profilo di sicurezza non sono stati ben stabiliti. In generale, essi sono consigliati solo in alcuni scenari ad alto rischio. L'ACCP li raccomanda esclusivamente per gli individui con una forte controindicazione al trattamento anticoagulante, ma non in aggiunta alla terapia anticoagulante, a meno che un individuo con un filtro IVC, ma senza rischio di sanguinamento, non sviluppi TVP prossimale acuta. In questo caso viene consigliato sia la prescrizione di un anticoagulante che il posizionamento di un filtro IVC. Mentre i filtri IVC sono associati con un rischio a lungo termine di TVP, non sono un motivo sufficiente per mantenere prolungata l'assunzione di anticoagulanti.
La trombolisi, che funziona rompendo i coaguli, può essere sistemica o realizzata tramite catetere, ma l'ACCP tuttavia suggerisce il metodo anticoagulante farmacologico. Un dispositivo per la trombectomia meccanica può essere in grado di rimuovere i coaguli venosi, anche se l'ACCP lo considera consigliabile soltanto se vi siano le seguenti condizioni: "trombosi venosa prossimale-ileofemorale, sintomi da meno di 7 giorni (criterio utilizzato nel singolo studio randomizzato), buono stato funzionale, aspettativa di vita ≥1 anno e se sono disponibili sia le risorse che le competenze."

### Stato della ricerca
A partire dal 2011, tre ampi studi randomizzati e controllati, il norvegese trial CaVent, lo statunitense trial ATTRACT e il danese CAVA, studiano l'efficacia e la sicurezza della trombolisi realizzata via catetere. Nel 2012 due studi clinici hanno riscontrato un beneficio nell'assunzione di aspirina come prevenzione dalle recidive di trombosi venosa.

## Prognosi
La più frequente complicanza della TVP prossimale è la sindrome post-trombotica che è dovuta a una riduzione del ritorno del sangue venoso al cuore. Alcuni sintomi della sindrome post-trombotica sono: dolore, edema, parestesie e nei casi più gravi ulcerazione alle gambe. Si stima che tra il 20% e il 50% dei pazienti con TVP si svilupperà la sindrome post-trombotica e tra il 5% e il 10% essa si presenterà in una forma grave. L'embolia polmonare è la più grave complicanza della TVP prossimale e questo rischio risulta essere più elevato quando i coaguli sono presenti nella coscia e nel bacino. La TVP distale è di per sé difficilmente, se non mai, associabile alla sindrome post-trombotica o all'embolia polmonare.
La trombosi venosa profonda degli arti inferiori non trattata ha un tasso di mortalità correlata all'embolia polmonare del 3%, mentre i decessi associati a TVP dell'arto superiore sono estremamente rari. Nei dieci anni successivi a una trombosi venosa, circa un terzo delle persone sperimenterà un episodio ricorrente.

## Prevenzione

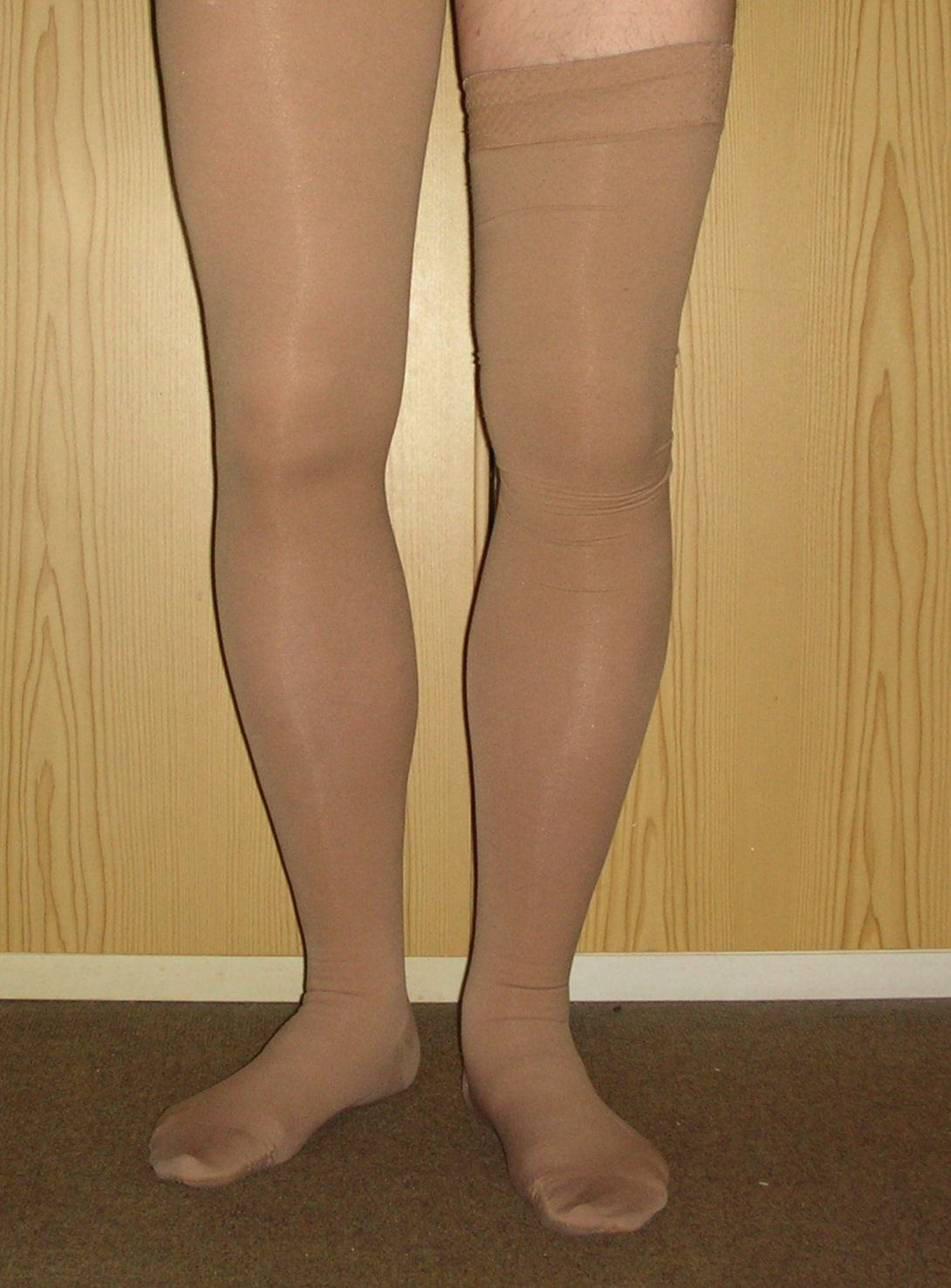
L'ACCP ha suggerito calze a compressione graduata per i viaggiatori a rischio e per alcuni degenti in ospedale

A seconda del rischio di sviluppare trombosi venosa profonda, vengono proposte diverse misure preventive. Un metodo semplice è quello di consigliare di camminare e fare esercizi ai polpacci che portano alle contrazioni muscolari che comprimono le vene e dunque pompano il sangue verso il cuore. Negli individui immobili, metodi di compressione fisici possono migliorare il flusso sanguigno. La somministrazione di anticoagulanti, che però aumenta il rischio di sanguinamenti, può essere usato in situazioni ad alto rischio. Il rischio di sanguinamento maggiore con la terapia anticoagulante a lungo termine è di circa il 3% all'anno mentre il punto in cui il rischio di trombosi venosa annuale è ritenuto sufficiente per consigliare la terapia anticoagulante a lungo termine è stimato tra il 3 e il 9%. Solitamente, solo quando gli individui superano un rischio di trombosi venosa annuo del 9% vengono prescritti anticoagulanti a lungo termine. La carenza di antitrombina, un fattore di rischio forte o moderatamente forte, porta una probabilità annuale di trombosi venosa solamente dello 0,8-1,5%; come tali, i soggetti asintomatici con trombofilia non giustificano la terapia anticoagulante a lungo termine. Oltre alla terapia anticoagulante, l'aspirina può essere usata in alcuni pazienti sottoposti a chirurgia ortopedica e in quelli che hanno sofferto di una precedente trombosi venosa.

### Ospedalizzazione
Nel 2011 l'American College of Physicians (ACP) ha pubblicato una linea guida di pratica clinica fornendo tre importanti raccomandazioni: che i pazienti ospedalizzati siano valutati per il loro rischio di tromboembolia e di sanguinamento prima di iniziare la profilassi, che l'eparina o un farmaco correlato siano utilizzati solo se si ritiene che gli aspettati benefici superino i potenziali danni e che non siano utilizzate calze a compressione graduata. L'ACP ha anche richiamato l'attenzione su una generalizzata mancanza di valutazione dei rischi da parte dei medici prima di applicare le misure di profilassi.
Le linee guida ACCP 2012 per i pazienti non chirurgici consigliano la terapia anticoagulante per la fase acuta in caso di rischio elevato quando non vi è sanguinamento né un alto rischio che si verifichi. Tuttavia viene specificato che queste linee guida non possono essere applicate in caso di "trauma e lesione al midollo spinale" o quando vi è "ischemia o ictus emorragico".
La profilassi mediante compressione è consigliata quando i rischi per le emorragie e le trombosi risultano elevati. La profilassi nelle condizioni critiche, sia di tipo farmacologico che meccanico, viene scelta a seconda del rischio. L'eparina è suggerita nei pazienti ambulatoriali affetti da neoplasie solide e fattori di rischio aggiuntivi per trombosi come una precedente trombosi venosa, una lunga immobilizzazione, l'assunzione di terapia ormonale e/o inibitori dell'angiogenesi, talidomide e lenalidomide, e un basso rischio di sanguinamento.

### Prevenzione post-chirurgica
Gli interventi chirurgici per la frattura d'anca o per la sua artroprotesi o per la sostituzione del ginocchio, sono procedure a elevato rischio per causare tromboembolia venosa. Se non vengono utilizzate misure di profilassi, il rischio di sviluppare una tromboembolia venosa sistematica è di circa il 4% entro 35 giorni. Alcune opzioni preventive per i pazienti sottoposti a interventi non ortopedici consistono nel tornare a camminare il prima possibile, indossare calze a compressione graduata e, a seconda delle probabilità di sviluppare emorragie, l'assunzione di eparina a basso peso molecolare o eparina non frazionata. Nei pazienti sottoposti ai più complessi interventi di chirurgia ortopedica, l'ACCP raccomanda il trattamento con farmaci che riducano il rischio di coaguli (come il fondaparinux e l'aspirina). Il ricorso a dispositivi di compressione pneumatica intermittente è un'ulteriore possibilità.

### Prevenzione in gravidanza

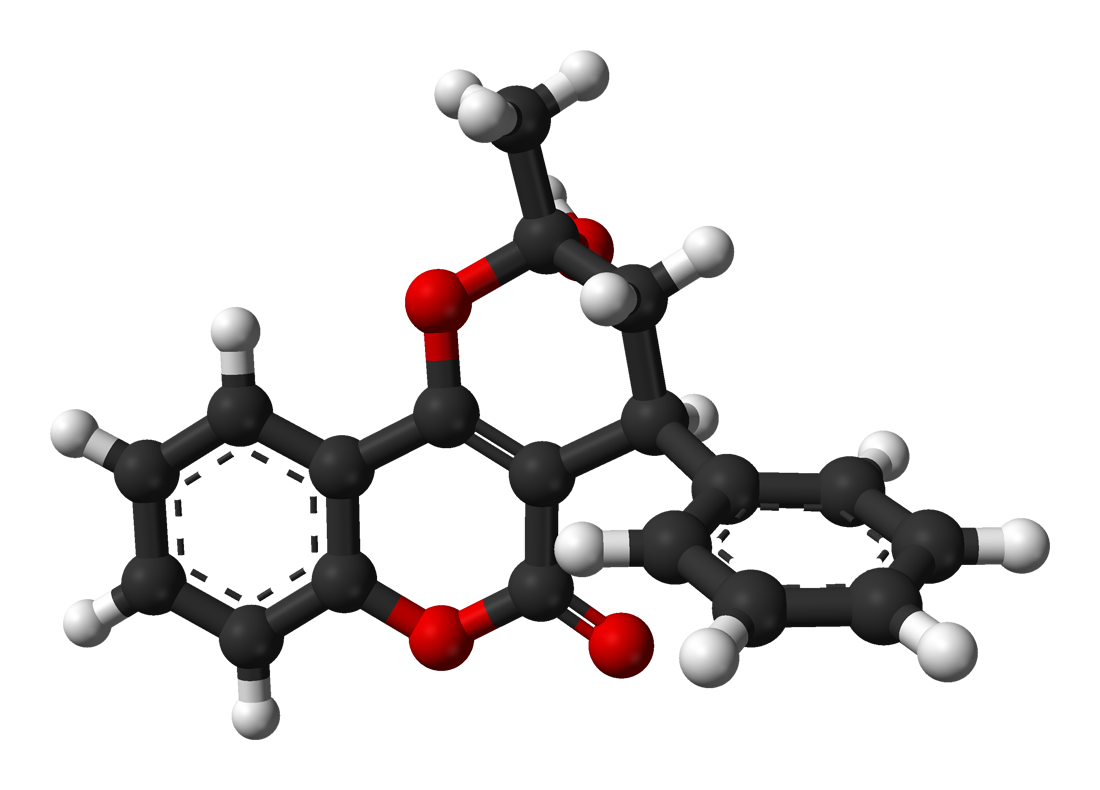
Warfarin, un comune antagonista della vitamina K, viene suggerito esclusivamente post-partum in alcune donne a rischio

Il rischio di tromboembolismo venoso aumenta in gravidanza di circa cinque volte a causa di uno stato di maggior ipercoagulabilità, un probabile adattamento naturale contro la fatale emorragia post-partum. Inoltre, le donne in gravidanza con fattori di rischio genetici sono soggette a un approssimativo rischio aumentato da tre a trenta volte di sviluppare trombosi venosa profonda. I trattamenti preventivi per la TVP nelle donne in gravidanza con ipercoagulabilità sono stati proposti dalla ACCP. Alle portatrici omozigotiche del fattore V di Leiden o della protrombina G20210A con una storia familiare di TVP viene suggerito di assumere prima del parto eparina a basso peso molecolare o un antagonista della vitamina K per le sei settimane successive al parto. Alle portatrici omozigotiche del fattore V di Leiden o della protrombina G20210A, senza però una storia personale o familiare di trombosi venosa, viene suggerito un controllo periodico durante la gravidanza e l'assunzione di eparina a basso peso molecolare o un antagonista della vitamina K per sei settimane dopo il parto. A quelle con trombofilia ma nessuna storia familiare o personale di tromboembolismo venoso viene suggerito semplicemente di mantenere un vigile controllo. Il warfarin, un comune antagonista della vitamina K, può causare danni al feto e non può essere utilizzato per la prevenzione della TVP in gravidanza.

### Prevenzione nei viaggiatori
Nel 2012 l'ACCP ha promosso alcune linee guida per chi compie lunghi viaggi e dunque è sottoposto per molte ore a immobilità. Queste raccomandazioni riguardano i viaggiatori che abbiano avuto "una precedente trombosi venosa, siano stati recentemente sottoposti a intervento chirurgico o abbiano subito un trauma, presentino una neoplasia attiva, siano in gravidanza, facciano uso di estrogeni, siano di età avanzata, abbiano un mobilità limitata, siano affetti da obesità grave o soffrano di trombofilia". Questi suggerimenti includono esercizi ai polpacci e frequenti passeggiate lungo i corridoi di treni o aerei. L'uso di calze a compressione graduata che siano in grado di fornire una compressione sotto il ginocchio di 15–30 mm Hg sono consigliate, mentre la somministrazione di aspirina e anticoagulanti non lo sono. Le calze compressive hanno ridotto drasticamente i casi di trombosi venosa profonda asintomatica nei passeggeri delle compagnie aeree, ma l'effetto sulla trombosi venosa sintomatica è sconosciuto, in quanto nessuno dei soggetti studiati l'ha sviluppata.